# Прапор Спа
Прапор Спа було прийнято рішенням ради від невідомої дати як прапор муніципалітету Спа в провінції Льєж. Прапор можна описати так:
Дві однаково довгі смуги синього і білого кольорів.
Кольори прапора є основними кольорами міського герба.
За даними муніципальної ради, квадратний прапор має дві однакові за довжиною смуги білого та блакитного кольорів з муніципальним гербом посередині.

За матеріалами Armoiries communales en Belgique. Communes wallonnes, bruxelloises et germanophones описує інший прапор, який, ймовірно, не використовується, дві однаково високі біло-блакитні смуги з муніципальною печаткою посередині.

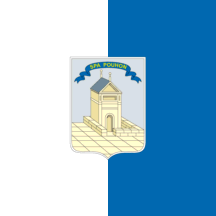
Прапор згідно з муніципальною радою, не є загальновживаним
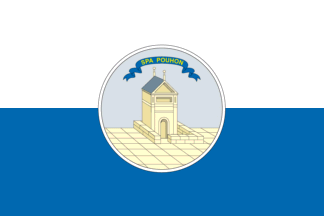
Прапор згідно з Armoiries communales en Belgique. Communes Wallonnes, Bruxelloises et Germanophones, не використовується